# تصور المخاطر

إدراك المخاطر في الطبيعة

إدراك المخاطر أو تصور المخاطر هو حكم غير موضوعي يجعله الناس حول خصائص وشدة الخطر. تستخدم العبارة في الإشارة إلى الأخطار الطبيعية والتهديدات للبيئة أو الصحة، مثل الطاقة النووية.في العالم الحديث يتم إدراك المخاطر والعمل بها بطريقتين أساسيتين.اولاً، العلاقة بين ادراك المخاطر والمشاعر، التي تعود إلى ردود فعلنا الغريزية والبديهية عند مواجهة الخطر. ثانياً، علاقة ادراك المخاطر والتحليل التي تجلب المنطق والصواب والمداولات العلمية لتقييم المخاطر وصنع القرار.
تم اقتراح العديد من النظريات لشرح سبب قيام مختلف الناس بتقديرات مختلفة لخطورة المخاطر. تم تطوير ثلاث نظريات أساسية من النظريات: مناهج علم النفس (الاستدلال والمعرفة)، مناهج علم الإنسان / علم الاجتماع (النظرية الثقافية) والنهج متعددة التخصصات (التضخيم الاجتماعي بخصوص المخاطر).

## النظريات المبكرة
نشأة دراسة تصور المخاطر من الملاحظة التي تقول إن الخبراء والأشخاص العاديين لا يوافقون في كثير من الأحيان على مدى خطورة مختلف التقنيات والمخاطر الطبيعية. شهدت منتصف الستينيات الارتفاع السريع للتكنولوجيات النووية والوعد بالطاقة النظيفة والآمنة. ومع ذلك، تحول الإدراك العام ضد هذه التكنولوجيا الجديدة. جاء تحول الجمهور ضد هذه التكنولوجيا الجديدة من قلق الناس على المخاطر المنعكسة في المدى الطويل على البيئة والكوارث الفورية التي تخلق مخلفات مشعة. تساءلت المجتمعات العلمية والحكومية عن سبب معارضة الجمهور استخدام الطاقة النووية حيث أعلن جميع الخبراء العلميين مدى أمانها. كانت المشكلة، من وجهة نظر الخبراء، هي الفرق بين الحقائق العلمية والإدراك العام المبالغ فيه للأخطار.
كتبت ورقة في عام 1969 من قبل تشونسي ستار، استخدم ستار نهج التفضيل الموضح لمعرفة المخاطر التي تعتبر مقبولة من قبل المجتمع. وافترض أن المجتمع يعتمد التوازن في تقديره للمخاطر، لذا فإن أي مستوى من المخاطر الموجودة في المجتمع مقبول. وكانت النتيجة الرئيسية التي توصل إليها هو أن الناس سيقبلون مخاطر إذا كانوا طوعيين (مثل قيادة السيارة) 1000 مرة كانوا إذا غير طوعيين (مثل كارثة نووية).
يفترض هذا النهج المبكر أن الأفراد يتصرفون بعقلانية بموازنة المعلومات قبل اتخاذ قرار، وأن الأفراد لديهم مخاوف مبالغ فيها بسبب عدم كفاية أو عدم صحة المعلومات الموجودة لديهم. يتضمن هذا الافتراض أن المعلومات الإضافية يمكن أن تساعد الناس على فهم المخاطر الحقيقية وبالتالي تقليل رأيهم في الخطر.في حين أن الباحثين في الهندسة قاموا ببحث رائد في إدراك المخاطر، وذلك من خلال تكييف النظريات من الاقتصاد، فإنه لا يستفيد كثيراً في بيئة عملية. لقد رفضت العديد من الدراسات الاعتقاد بأن المعلومات الإضافية وحدها ستغير من المفاهيم.

## المنهج النفسي
دليل على علاقة المشاعر وإدراك المخاطر موجودة في الدراسات المبكر لإدراك المخاطر (Fischhoff، Slovic، Lichtenstein، Read، & Combs، 1978). وأظهرت تلك الدراسات أن مشاعر الخوف كانت هي العامل الرئيسي لتحديد الإدراك العام وقبول المخاطر.وهذا يوضح، على سبيل المثال، السبب الذي يجعل القضاة العاملين يتعرضون للإشعاع من محطات الطاقة النووية (المخيف للغاية) أكثر خطورة من الإشعاعات الناتجة عن الأشعة السينية الطبية.
بدأ النهج النفسي بالبحث في محاولة فهم معالجة الناس للمعلومات.حافظت هذه الأعمال المبكرة على أن الناس يستخدمون الاستدلال المعرفي في فرز وتبسيط المعلومات، مما يؤدي إلى تحيز في الفهم. في وقت لاحق بني العمل على هذا الأساس، وأصبح النموذج النفسي. يحدد هذا النهج العديد من العوامل المسؤولة عن التأثير على التصورات الفردية للمخاطر، بما في ذلك الفزع والجدة والوصمة وعوامل أخرى.
تظهر الأبحاث أيضًا أن مفاهيم المخاطر تتأثر بالحالة العاطفية للمُحِس. إن نظرية التكافؤ في إدراك المخاطر لا تفرق إلا بين المشاعر الإيجابية، مثل السعادة والتفاؤل، والسلبية، مثل الخوف والغضب. وفقا لنظرية التكافؤ، تؤدي المشاعر الإيجابية إلى تصورات متفائلة للمخاطر في حين تؤثر العواطف السلبية على نظرة أكثر تشاؤماً للمخاطر.
علاوة على ذلك، أحيانًا ما تلعب العواطف الحشوية القوية مثل الخوف والغضب دورًا في المخاطرة كمشاعر. ويبدو أن هذين المشاعر لهما آثار معاكسة، الخوف يزيد من تقديرات المخاطر، ويخففها الغضب (ليرنر، وغونزاليز، وصغير، وفشوف، 2003 ؛ ليرنر & كيلتنر، 2000). وقد شرح ليرنر وزملاؤه هذه الاختلافات باقتراح أن الخوف ينشأ من تقييم عدم اليقين والسيطرة الظرفية، في حين ينشأ الغضب من تقييم اليقين والسيطرة الفردية.
كما وجدت الأبحاث أنه في حين أن المخاطر والمزايا تميل إلى الارتباط بشكل إيجابي عبر الأنشطة الخطرة في العالم، إلا أنهما يرتبطان سلبًا في عقول الناس وأحكامهم.

### الاستدلال والتحيزات
تم إجراء أول دراسة نفسية من قبل علماء النفس دانيال كانيمان وأموس تفرسكي، الذي أجرى سلسلة من تجارب القمار لمعرفة كيف قام الناس بتقييم الاحتمالات. وكان اكتشافهم الرئيسي هو أن الناس يستخدمون عددًا من الأساليب البحثية لتقييم المعلومات. هذه الاستدلالات عادة ما تكون اختصارات مفيدة للتفكير، ولكنها قد تؤدي إلى أحكام غير دقيقة في بعض المواقف - وفي هذه الحالة تصبح تحيزات معرفية.
- التمثيل: عادة ما يتم توظيفه عندما يطلب من الناس أن يحكموا على احتمال أن كائن أو حدث ينتمي إلى فئة / عمليات من خلال تشابهها:

1. عدم الإحساس إلى الاحتمال السابق
2. عدم الحساسية لحجم العينة
3. سوء الفهم من الصدفة
4. عدم الإحساس بالقدرة على التنبؤ
5. وهم صحة
6. سوء الفهم من الانحدار

- التوافر الموجه: الأحداث التي يمكن أن تخطر على البال أو يتم تخيلها بسهولة أكثر احتمالًا من الأحداث التي لا يمكن تصورها بسهولة:

1. التحيز بسبب استرجاع الحالات
2. التحيزات بسبب فعالية مجموعة البحوث
3. التحيز من تخيل
4. رابط وهمي

- إرساء التثبيت والتعديل: عادة ما يبدأ الناس بقطعة واحدة من المعلومات المعروفة ثم يقومون بتعديلها لخلق تقدير مجهول للمخاطر- ولكن في بعض الأحيان التعديل لن يكون كافياً:

1. تعديل غير كاف
2. التحيز في تقييم الحدث الملتزم والوصفي (مغالطة الاقتران)
3. رسو في تقييم التوزيعات الاحتمالية الذاتية

- عدم التماثل بين المكاسب والخسائر: الناس يكرهون المخاطرة فيما يتعلق بالمكاسب، مفضلين الشيء المؤكد على أي مقامرة ذات فائدة أعلى ولكنها توفر إمكانية الحصول على لا شيء. من ناحية أخرى، سيكون الناس يبحثون عن المخاطرة بشأن الخسائر، مفضلين الأمل في خسارة أي شيء بدلاً من أخذ خسارة مؤكدة، ولكنها أصغر (مثل التأمين).

- تأثيرات العتبة: يفضل الناس الانتقال من عدم اليقين إلى اليقين على تحقيق مكسب مماثل في اليقين الذي لا يؤدي إلى اليقين الكامل.على سبيل المثال، سيختار معظم الناس لقاح يقلل من حدوث المرض A من 10 ٪ إلى 0 ٪ على واحد يقلل من حدوث المرض B من 20 ٪ إلى 10 ٪.

وكانت النتيجة الرئيسية الأخرى أن الخبراء ليسوا بالضرورة أفضل في تقدير الاحتمالات مقارنة بالعلمانيين. غالبًا ما كان الخبراء أكثر ثقة في دقة تقديراتهم، ووضعوا الكثير من المخزون في عينات صغيرة من البيانات.

### علم النفس المعرفي
```
يعبر غالبية الناس في الجمهور عن قلق أكبر من المشاكل التي يبدو أنها لها تأثير فوري على الحياة اليومية مثل النفايات الخطرة أو استخدام مبيدات الآفات أكثر من المشاكل الطويلة الأمد التي قد تؤثر على الأجيال المستقبلية مثل تغير المناخ والنمو السكاني.
[
8
]
 يعتمد الناس بشكل كبير على المجتمع العلمي لتقييم خطر المشاكل البيئية لأنهم عادة لا يختبرون تأثيرات الظواهر مثل تغير المناخ بشكل مباشر. كان التعرض لمعظم الناس لتغير المناخ غير شخصي. معظم الناس لديهم فقط 
خبرة
 افتراضية على الرغم من الأفلام الوثائقية ووسائل الإعلام في ما قد يبدو وكأنه منطقة «بعيدة» في العالم.
[
9
]
 ومع ذلك، فبالنظر إلى موقف السكان الانتظار والترقب، لا يفهم الناس أهمية تغيير السلوكيات المدمرة للبيئة حتى عندما يقدم الخبراء مخاطر تفصيلية وواضحة يتسبب فيها تغير المناخ.

[
10
]
```

### نموذج السيكومتري
تحول البحث في إطار القياس النفسي إلى التركيز على أدوار التأثير والعاطفة والوصمة في التأثير على إدراك المخاطر. ميليسا فينوكين وبول سلفيك من بين الباحثين الرئيسيين في هذا المجال. في هذا المنظور، يتم بناء المفاهيم الاجتماعية من خلال المؤسسات والقيم الثقافية وأساليب الحياة.ووجد الباحثون أنه، خلافا للافتراض الأساسي لستار، يرى الناس عموما أن معظم المخاطر في المجتمع مرتفعة بشكل غير مقبول. كما وجدوا أن الفجوة بين المخاطر الطوعية وغير الطوعية لم تكن كبيرة كما ادعى ستار.
وجد سلفيك والفريق أن المخاطر المتوقعة قابلة للقياس وقابلة للتنبؤ. يميل الناس إلى رؤية مستويات المخاطر الحالية عالية بشكل غير مقبول لمعظم الأنشطة. فكلما كان الأمر متساوًا، كان الناس الأكبر ينظرون إلى فائدة، كلما كان التسامح أكبر مع الخطر.إذا كان الشخص مشتقًا من استخدام أحد المنتجات، فقد كان الناس يميلون إلى الحكم على فوائده على أنها عالية ومخاطره منخفضة. إذا كان النشاط مكروهًا، كانت الأحكام معكوسة. أثبتت الأبحاث في القياس النفسي أن إدراك المخاطر يعتمد بشكل كبير على الحدس والتفكير التجريبي والعواطف.
وقد حددت الأبحاث النفسية نطاقًا واسعًا من الخصائص التي يمكن تكثيفها في ثلاثة عوامل ذات مرتبة عالية:
1. الدرجة التي يتم بها فهم الخطر
2. الدرجة التي تثير بها شعوراً بالخوف
3. عدد الأشخاص المعرضين على المخاطرة.

مخاطر الخوف تثير مشاعر الحشود من الإرهاب، والسيطرة عليها، والكارثة، وعدم المساواة، وغير المنضبط. خطر غير معروف هو جديد وغير معروف للعلم. وكلما كان الشخص يخاف من النشاط، كلما زادت مخاطره المتوقعة وكلما كان ذلك الشخص يريد تقليل المخاطر.

## نهج الأنثروبولوجيا / علم الاجتماع
يفرض نهج علم الإنسان / علم الاجتماع مفاهيم المخاطر التي تنتجها المؤسسات الاجتماعية وتدعمها. في هذا المنظور، يتم بناء المفاهيم الاجتماعية من خلال المؤسسات والقيم الثقافية وأساليب الحياة.

### النظرية الثقافية
يعتمد أحد خطوط نظرية المخاطر الثقافية على عمل عالمة الأنثروبولوجيا ماري دوغلاس وعالم العلوم السياسية آرون فيلدافسكي الذي نشر لأول مرة في عام 1982. في النظرية الثقافية، يبرز دوغلاس وفيلدافسكي أربعة «طرق للحياة» في ترتيب الشبكة / المجموعة. تتوافق كل طريقة من طرق الحياة مع بنية اجتماعية محددة ونظرة خاصة للمخاطر.تصنف الشبكة الدرجة التي يتم بها تقييد وتقييد الأشخاص في دورهم الاجتماعي. إن تقييد القيود الاجتماعية أكثر صرامة يحد من التفاوض الفردي. تشير المجموعة إلى مدى تقييد الأفراد بمشاعر الانتماء أو التضامن. وكلما كانت الروابط أكبر، كلما كان الاختيار الفردي أقل عرضة للسيطرة الشخصية. أربع طرق للحياة تشمل: التراتبية، الفردية، المساواة، والقدرية.
لم يدرك الباحثون المخاطر على نطاق واسع هذه النظرية الثقافية. حتى دوغلاس يقول إن النظرية مثيرة للجدل. إنه يشكل خطراً على الخروج من النموذج المفضل الخيار العقلاني الفردي الذي يشعر العديد من الباحثين بالراحة فيه.
من ناحية أخرى، جادل الكتّاب الذين استندوا إلى منظور نظري ثقافي أوسع، بأن تحليل إدراك المخاطر يساعد على فهم الاستجابة العامة للإرهاب بطريقة تتجاوز «الاختيار العقلاني». كما كتب جون هندر وبول جيمس:
«وفي مجال المجازفة المجسدة، لا يخاف الناس من أنفسهم لأنهم ربما ينبغي أن يكونوا على مسائل تعاطي المخدرات غير المشروعة، والجنس غير المأمون وما إلى ذلك. ولكن مع مضاعفة كل من المجازفة الأكثر تجسيدا والأكثر تجسيدا، يبدو أن هذه الحزمة قد حققت هدفها في توليد الدعم لسياسة الحكومة. كان الخوف من 'الغرباء' والتهديد غير المحدد وغير المرئي وغير القابل للسيطرة عليه حافزًا قويًا في تشكيل الإدراك.» 

### الدراسة الاستقصائية للثقافة الوطنية والمخاطر
وجدت الدراسة الوطنية الأولى للثقافة والمخاطرة في الإدراك الثقافي أن نظرة الشخص إلى العالم حول البعدين الاجتماعي والثقافي لـ «التسلسل الهرمي-المساواة»، و «الفردية-التضامنية» كانت تنبؤية لردة فعلهم للمخاطر.

## نهج متعدد التخصصات

### التضخيم الاجتماعي (إطار المخاطر)
يجمع التضخيم الاجتماعي لإطار المخاطر ("Social Amplification of Risk Framework") بين الأبحاث في علم النفس وعلم الاجتماع والأنثروبولوجيا ونظرية الاتصالات.ويحدد هذا الأخير كيفية انتقال رسائل أحداث المخاطر من المرسل عبر محطات وسيطة إلى جهاز استقبال وفي العملية تعمل على تضخيم التصورات المتعلقة بالمخاطر أو تخفيفها. من خلال الروابط في سلسلة الاتصال، الأفراد والمجموعات ووسائل الإعلام، وما إلى ذلك، يتم فرز المعلومات وفهمها عن طريق تصفيتها.
يسعى الإطار إلى شرح العملية التي يتم من خلالها تضخيم المخاطر، أو تلقي الاهتمام العام، أو توهينها، مما يؤدي إلى تلقي قدر أقل من الاهتمام العام. يمكن استخدام الإطار لمقارنة الردود من مجموعات مختلفة في حدث واحد، أو تحليل نفس مشكلة المخاطرة في أحداث متعددة. في حدث خطر واحد، قد تعمل بعض المجموعات على تضخيم تصورها للمخاطر في حين أن مجموعات أخرى قد تضعف أو تقلل تصوراتها للمخاطر.
تنص النظرية الرئيسية للتضخيم الاجتماعي لإطار المخاطر على أن أحداث المخاطرة تتفاعل مع عوامل ثقافية نفسية واجتماعية وثقافية أخرى بطرق تزيد أو تخفض التصورات العامة للمخاطر. سلوكيات الأفراد والجماعات ثم تولد آثار اجتماعية أو اقتصادية ثانوية مع زيادة أو تقليل المخاطر المادية نفسها.
وتشمل هذه الآثار الناجمة عن تضخيم المخاطر التصورات الذهنية الدائمة، والتأثيرات على مبيعات الأعمال، والتغيير في قيم العقارات السكنية، والتغيرات في التدريب والتعليم، أو الاضطراب الاجتماعي. ينظر إلى هذه التغييرات الثانوية ويتفاعل معها الأفراد والمجموعات مما يؤدي إلى تأثيرات من المرتبة الثالثة. نظرًا لاستجابة كل تأثير من الطلبات ذات المستوى الأعلى، فقد تتحول إلى أطراف ومواقع أخرى. تحلل تحليل المخاطر التقليدية هذه الآثار المترتبة على التأثير، وبالتالي تقلل إلى حد كبير من الآثار الضارة الناجمة عن بعض أحداث المخاطر. يوفر التشوه العام لإشارات الخطر آلية تصحيحية يقوم المجتمع من خلالها بتقييم كامل للمخاطر وتأثيراتها على مثل هذه الأشياء التي لم تؤخذ في الحسبان تقليديًا في تحليل المخاطر.

## العلاقة بين القلق وإدراك المخاطر
في دراسات إدراك المخاطر هناك مشكلة في التمييز بين ردود الفعل العاطفية والمعرفية للتهديدات والمخاطر.العمل السابق على العلاقة بين القلق وإدراك المخاطر نادرة. إن عمل ماكجريجور مهم في كونه تحليلاً دقيقاً للقلق وبعض المتلازمين معه، لكنه لم يعامل العلاقة بين الشعور بالقلق والمخاطرة. أجريت دراستين من قبل لينارت سيوبيرج لإيجاد علاقة بين الشعور بالقلق والمخاطرة. تناولت الدراسة الأولى المخاطر المتصورة للإشعاع الشمسي، أما الثاني فقد تم إجراؤه مع مجموعة منتقاة عشوائياً من السويديين الذين تتراوح أعمارهم بين 18 و 45 عاماً حول المخاطر المتعلقة بالنفايات النووية.بعد إجراء البحث ودراسة عوامل مختلفة لما يؤثر على القلق والمخاطر؛ تم التوصل إلى هذه الاستنتاجات:
1. في دراسات تصور المخاطر، من المهم توضيح الغرض واختيار أبعاد المخاطر وفقا لذلك. تعطي تقييمات القلق صورة مختلفة مقارنة بأحكام المخاطر. يمكن أن يكون في الغالب فكرة جيدة لاستخدام كلا النوعين من الأبعاد في دراسة تصور المخاطر.
2. في التواصل الخطر، يجب على المرء أن يتجنب التعامل مع نظيره «العاطفي». وهو نادراً ما يحدد العواقب الخطيرة التي يتخذها الناس. إن أفعالهم تمليها اعتبارات الصحة والبيئة، والتي يمكن رؤيتها ظاهريًا بأنها «عاطفية»، ولكنها مسألة قيم ومعتقدات، وليست مشاعر.
3. ينبغي على المرء أن يدرك أن هناك تباينات شديدة داخل السكان وأن التعبير عن التهديد والقلق المتصورين من جانب الأفراد الاستثنائيين لا ينطبق بالضرورة على أي شخص سوى أنفسهم.
4. ربما يكون الخوف من «الذعر» الذي تبنته السلطات جزئياً على خلط القلق والمخاطر، جزئياً على ميل موثق جيداً يرى الناس أنه أقل عقلانية من أنفسهم.[20]

## استعراض الدراسات الأوروبية (بعد عام 2000) بشأن إدراك المخاطر من المخاطر الطبيعية والتأهب للكوارث
| مرجع               | خطر طبيعي                              | بلد     | النتائج المستكشفة | النتائج التي تم التحقيق فيها |
| ------------------ | -------------------------------------- | ------- | --- | --- |
| Karanci et al      | الزلازل، الفيضانات، انهيارات أرضية     | تركيا   | العوامل الاجتماعية والديمغرافية (الجنس ، التعليم ،)الموقع السيطرة ، السابقة تجربة الكوارث، القلق ، كونه مشارك في برنامج تدريبي                                                                | الكوارث المرتبطة بالمعرفة (توقعات الكوارث ، تقلق بشأن المستقبل الكوارث وتقديرات الخسائر المعتقدات في إمكانية التخفيف والاستعداد)، الفعلي سلوكيات التأهب |
| Plattner et al     | مختلفةالمخاطر الطبيعية                 | -       | العوامل المؤثرة على التصور: خطر فردي فعال، خيارات فردية للحد من المخاطر والمعرفةوالخبرة مع المخاطر مصدر ، تعريض للخطر (احتمال الموت والخوف أثار)، شخصي تصنيف الضرر ، شخصي تكرار الفيضانات     | إدراك المخاطر الشخصية |
| Tekeli-Yesil et al | زلزال                                  | تركيا   | الجنس ، العمر ، الحالة العائلية ، ملكية البيت، المستوى التعليمي ، المنطقة الموقع ، الزلزال تجربة (بعد شارك في الانقاذ وأنشطة التضامن في الزلازل السابقة)، المعرفة حول الزلازل وتدابير التخفيف | اتخاذ إجراءات التحضير الزلزال |
| Barberi et al      | المخاطر البركانية                      | إيطاليا | العمر ، الجنس ، التعليم مستوى وكمية المعلومات المقدمة، الثقة في الإخلاء خطة وفي الحكومي | تصور المخاطر ، الإدراك من ضعفهم، التأهب والثقة السلطات                                                                                                  |
| Biernacki et al    | الفيضانات، الانهيارات الأرضية، العواصف | بولندا  | مكان الإقامة، خبرة سابقة، مصدر المعلومات والحجم المجتمع (التسلسل الهرمي للمستوطنات وهيكل اجتماعي اقتصادي)، درجة التأسيس المجتمع                                                               | إدراك المخاطر ، درجة الاستعداد من المحلية تواصل اجتماعي                                                                                                 |